# Annie Girardotová
Annie Suzanne Girardotová (nepřechýleně Girardot, 25. října 1931 Paříž – 28. února 2011 Paříž) byla francouzská divadelní, filmová a televizní herečka a zpěvačka. Původně zdravotní sestra, vystudovala herectví a byla členkou prestižního divadla Comédie-Française. Po několika úspěšných vystoupeních před kamerou se stala vyhledávanou představitelkou emancipovaných žen a v sedmdesátých letech 20. století byla jedinou francouzskou herečkou, která hrála ve filmu výhradně hlavní role. Třikrát získala ocenění Césara, byla nositelkou Řádu umění a literatury udělovaného francouzským ministerstvem kultury a obdržela Řád čestné legie.

## Život
Narodila se v 10.  pařížském obvodu. Druhou světovou válku prožila s matkou a bratrem v Normandii, otec zemřel, když jí byly čtyři roky. Už jako dítě chtěla hrát, ale stejně jako matka se nejdříve stala zdravotní sestrou. Při práci nejdříve navštěvovala dramatické kurzy, později vystudovala herectví na pařížské konzervatoři.
V letech 1954-1957 byla členkou prestižního divadla Comédie Française, kde účinkovala v dílech francouzských klasiků. Mezitím se začala prosazovat ve filmu, vynikla ve Viscontiho dramatu Rocco a jeho bratři (1960), poté dělila svou práci mezi Francii a Itálii. V dekádě sedmdesátých let 20. století byla jedinou francouzskou herečkou, která ve filmech hrála výhradně hlavní role. Střídala dramatický a komediální žánr, její doménou se staly emancipované ženy, které různým způsobem bojují proti nástrahám života. Za kreaci lékařky postižené rakovinou (Nejcennější co mám, 1976) získala cenu Césara. V dramatickém a kriminálním žánru hrála ve filmech Andrého Cayatta (Prožít si své peklo, 1976), komediální polohu uplatnila v mimořádně úspěšné dvojici s Philippem Noiretem (Něžné kuře, 1978; Ukradli torzo Jupitera, 1980). Točila také s Louisem de Funèsem (Jeden hot a druhý čehý, 1978). Poslední hlavní roli hrála v kriminálce Černá listina (1984), od té doby ztvárňovala jen vedlejší úlohy. Césara za vedlejší roli získala za své kreace ve filmech Bídníci 20. století (1995) a Pianistka (2001).
Kromě filmu pokračovala v práci na divadelních jevištích, za svou roli ve hře Marie Marguerite získala v roce 2002 prestižní Molièrovu cenu, která jí byla v témže roce udělena i za celoživotní práci pro divadlo. V té době sbírala ocenění za celoživotní práci pro film po celé Evropě, mimo jiné i v Česku nebo na Slovensku. Jako host se zúčastnila řady mezinárodních festivalů (Berlín) a v roce 2000 obdržela Řád čestné legie. Od francouzského ministerstva kultury získala již v roce 1975 Řád umění a literatury.
V posledních letech života trpěla Alzheimerovou chorobou, od roku 2007 žila v pečovatelském domě a v roce 2009 zcela ztratila paměť.
Od roku 1962 byla provdána za italského herce Renata Salvatoriho, se kterým měla dceru Giuliu; rozešli se v roce 1980, ale manželi zůstali až do jeho smrti roku 1988.
V 80. letech prožila osobní krizi. Zkrachovalo divadlo, které měla pronajaté se svým partnerem Bobem Decoutem. Tisk navíc zpochybňoval její uměleckou poctivost a měla problémy s dcerou. Kvůli tomu všemu načas přestala hrát. Později se ale opět před filmovou kameru vrátila.
Je autorkou autobiografické knihy Horká krev. Odchody a návraty.
Zhruba posledních 5 let života trpěla Alzheimerovou chorobou. Zemřela v roce 2011 v Paříži a je pohřbená na Hřbitově Père-Lachaise.

## Filmografie (výběr)

### Celovečerní filmy
- 1957: Le Rouge est mis (Le Rouge est mis), režie Gilles Grangier
- 1958: Maigret klade past (Maigret tend un piège), režie Jean Delannoy
- 1960: Francouzka a láska (La Française et l'amour), několik režisérů
- 1960: Rocco a jeho bratři (Rocco e i suoi fratelli), režie Luchino Visconti
- 1961: Amours célèbres (Amours célèbres), režie Michel Boisrond
- 1962: Le Crime ne paie pas (Le Crime ne paie pas), režie Gérard Oury
- 1962: Nevítaný dědic (Le Bateau d'Émile), režie Denys de La Patellière
- 1963: Nejkratší den (Il Giorno più corto), režie Sergio Corbucci
- 1963: Stalo se v Turíně (I Compagni), režie Mario Monicelli
- 1963: Vyhnání z manželství (I Fuorilegge del matrimonio), víc režisérů
- 1964: Pán ze společnosti (Un monsieur de compagnie), režie Philippe de Broca
- 1964: Žena opice (La Donna scimmia), režie Marco Ferreri
- 1965: Trois chambres à Manhattan (Trois chambres à Manhattan), režie Marcel Carné
- 1967: Čarodějky (Le Streghe), víc režisérů
- 1967: Žít a užít (Vivre pour vivre), režie Claude Lelouch
- 1969: Brzy bude konec světa (Bice skoro propast sveta), režie Aleksandar Petrović
- 1969: Dillinger je mrtvý (Dillinger è morto), režie Marco Ferreri
- 1969: Metti una sera a cena (Metti una sera a cena), režie Giuseppe Patroni Griffi
- 1969: Muž, který se mi líbí (Un homme qui me plaît), režie Claude Lelouch
- 1969: Sémě člověka (Il Seme dell'uomo), režie Marco Ferreri
- 1969: Život, láska, smrt (La Vie, l'amour, la mort), režie Claude Lelouch
- 1970: Nepije, nekouří, nedroguje, ale ... povídá! (Elle boit pas, elle fume pas, elle drague pas, mais... elle cause!), režie Michel Audiard
- 1970: Novicky (Les Novices), režie Guy Casaril
- 1972: 1972: Ohně o Hromnicích (Les feux de la Chandeleur), režie Serge Korber
- 1972: Elle cause plus, elle flingue (Elle cause plus, elle flingue), režie Michel Audiard
- 1972: Stará panna (La Vieille fille), režie Jean-Pierre Blanc
- 1973: Léčba šokem (Traitement de choc), režie Alain Jessua
- 1973: Není kouře bez ohně (Il n'y a pas de fumée sans feu), režie André Cayatte
- 1974: Facka (La Gifle), režie Claude Pinoteau
- 1974: Juliette a Juliette (Juliette et Juliette), režie Jean Collomb
- 1975: Gipsy (Le Gitan), režie José Giovanni
- 1976: Nejcennější co mám (Docteur Françoise Gailland), režie Jean-Louis Bertucelli
- 1976: Prší na Santiago (Il pleut sur Santiago), režie Helvio Soto
- 1976: Případný sňatek možný (Cours après moi que je t'attrape), režie Robert Pouret
- 1977: Poslední polibek (Le Dernier baiser), režie Dolorès Grassian
- 1977: Prožít si své peklo (À chacun son enfer), režie André Cayatte
- 1978: Jeden hot a druhý čehý (La Zizanie), režie Claude Zidi
- 1978: Láska s otazníkem (L'Amour en question), režie André Cayatte
- 1978: Něžné kuře (Tendre poulet), režie Philippe de Broca
- 1979: Mluv, mluv, zajímáš mě (Cause toujours... tu m'intéresses!), režie Edouard Molinaro
- 1979: Silnice Řím - Neapol neprůjezdná! (L'Ingorgo - Una storia impossibile), režie Luigi Comencini
- 1979: Sukničkář (Le Cavaleur), režie Philippe de Broca
- 1980: Ukradli torzo Jupitera (On a volé la cuisse de Jupiter), režie Philippe de Broca
- 1981: Celou dlouhou noc (All Night Long), režie Jean-Claude Tramont
- 1981: Černý talár pro vraha (Une robe noire pour un tueur), režie José Giovanni
- 1981: Život jde dál (la Vie continue), režie Moshé Mizrahi
- 1984: Černá listina (Liste noire), režie Alain Bonnot
- 1984: Souvenirs, souvenirs (Souvenirs, souvenirs), režie Ariel Zeitoun
- 1985: Nečekaná zrada (Partir, revenir), režie Claude Lelouch
- 1991: Děkuji, živote (Merci la vie), režie Bertrand Blier
- 1995: Bídníci 20. století (Les Misérables), režie Claude Lelouch
- 1998: L'Âge de braise (L'Âge de braise), režie Jacques Leduc
- 2001: Pianistka (La Pianiste), režie Michael Haneke
- 2002: Epsteinova noc (Epsteins Nacht), režie Urs Egger
- 2005: Jak sbalit super kost (Je préfère qu'on reste amis), režie Olivier Nakache a Eric Toledano
- 2005: Utajený (Caché), režie Michael Haneke
- 2006: Rok v mém životě (Le Temps des porte-plumes), režie Daniel Duval
- 2007: Boxes (Boxes), režie Jane Birkinová

### Televize
- 1981: Poslední noc Marie Stuartovny (La Dernière nuit), televizní film, režie Didier Decoin
- 1985: Mussolini a já (Mussolini and I), televizní film, režie Alberto Negrin
- 1992: Ptáčnice (Les Merisiers), televizní film, režie Pierre Lary
- 2004: La Petite Fadette (La Petite Fadette), televizní film, režie Michaëla Watteaux